# Stefano III Lazaro
Stefan Lazarević (in serbo Стефан Лазаревић?; Kruševac, 1374 circa – Mladenovac, 19 luglio 1427) fu un despota serbo.
Figlio del principe Lazar di Serbia (in serbo Кнез Лазар?, Knez Lazar), morto nella Battaglia del Kosovo contro l'Impero ottomano nel 1389, e Milica di Serbia (Милица) della dinastia Nemanjić (Немањић).